# Calcio Pomigliano
Il Pomigliano, denominato per esteso A.S.D. Calcio Pomigliano, è una società calcistica italiana con sede a Pomigliano d'Arco (NA).
Dalla stagione 2019-2020 disputa il campionato in Eccellenza Campania dopo aver disputato ben 17 campionati consecutivi in Serie D. Nella stagione 2013-2014 vince la Coppa Italia Serie D, primo trofeo nazionale della storia della società granata.

## Storia

### Le origini del calcio a Pomigliano d'Arco
La storia del G.S. Pomigliano, con gli anni, si intreccia con quella del polo industriale pomiglianese: dapprima con l’Alfa Romeo (con cui la società prenderà la denominazione di Juve Alfa Pomigliano) e poi con l’industria aerospaziale Aerfer – oggi Leonardo S.p.A. – con la quale avremo prima la squadra Cral Aerfer, che poi cambierà denominazione in Sagittario, in omaggio al primo aereo supersonico italiano costruito nello stabilimento. 
Dopo la fondazione, negli anni ’20 e '30, il G.S. Pomigliano partecipa ai Campionati ULIC Sezione di Nola (riservato ai liberi calciatori) e in seguito ai campionati di IIª e Iª Divisione indetti dalla F.I.G.C. All’inizio i colori sociali sono: maglia a strisce bianco-azzurra, calzoncini bianchi, calzettoni bianchi con risvolto azzurro. Con l’avvento della Juve Alfa Pomigliano viene introdotta una seconda casacca: maglia granata, calzoncini neri, calzettoni rossi con risvolto nero. Il primo campo di gioco è il “Vesuvio" (o Vasca del Carmine) attuale Villa Comunale “Papa Giovanni Paolo II”. I calciatori dopo essersi spogliati in una casa del Corso Umberto I, attraversavano, in calzoncini e maglietta, il Corso Vittorio Emanuele, poi superavano la chiesa del Carmine per recarsi al campo sportivo; essi erano seguiti da un folto gruppo di tifosi e ragazzini festanti; erano undici giovanotti di diverse condizioni sociali: studenti, operai, artigiani, contadini, che davano il meglio di se stessi in campo battendosi per il loro pubblico e per la loro città. Ecco i loro nomi: Mario Romano (portiere), Santino Beltrami (ala sinistra), Salvatore Terracciano (mezzala destra), Guercia, Aniello Coppola, F. Sodano, Marzano, Aievoli, Panico. Iasevoli, Cozzolino, L. Ricci, Francesco Caiazzo. Nella Vasca del Carmine, inoltre, si svolgeva il “Sabato fascista”, stabilito con RD del 20-giu-1935, cioè la giornata dedicata alle attività sportive, politiche e paramilitari.
Nella stagione 1929-1930 la squadra, trasformatosi in Gruppo Sportivo Fascista Pomiglianese, disputa il suo primo torneo ufficiale: partecipa al campionato di 1ª Categoria della sezione ULIC di Nola. Stagione disastrosa con tutte sconfitte.
L'anno dopo (1930-1931), con l'arrivo dell'allenatore-calciatore Raffaele Avella proveniente dal Nola, cambia la mentalità della squadra e si ha una stagione vincente: si conquista il campionato di 1ª Categoria ULIC della sezione di Nola mettendo in riga le squadre della stagione precedente (Vigor San Paolo Belsito, Mariglianese, Viscianese e Savianese). Questo l'undici storico vincente della stagione 1930-1931: Sirignano; Petillo, Cappelluccio; Marzano, Barone, Santaniello; Romano, Avella, Ciro Napolitano (soprannominato dai tifosi "Ciritiello"), Beltrami, Aievoli. 
Le attività sportive proseguono durante tutto il periodo fascista, il campionato di appartenenza resterà quello ULICIANO della sezione di Nola di 1ª Categoria fino al 1935, anno in cui cambierà il nome in PROPAGANDA. Verso la fine degli anni '30 il presidente è Andrea Caiazzo mentre l’allenatore è il Maresciallo Giuseppe Martelli, che porterà a giocare a Pomigliano alcuni militari che sono in servizio nel porto di Napoli. La formazione è: Calamai; Corbatto, Bertone; Previtera, Staffieri, Mingucci; Masperi, Di Pinto, Villa, De Caprio, Napolitano.
Nella stagione 1940-1941 (Presidente: Andrea Caiazzo; Allenatore: Giuseppe Martelli) la svolta: nuova denominazione in Associazione Calcio Pomigliano e vittoria di campionato a scapito del Giugliano. Il successo della 1ª Categoria della sezione di Nola permette al club grigio-granata, i colori sociali dell'epoca, di salire nella IIª Divisione Campania della FIGC.
Dal 1941-1942 l'A.C. Pomigliano giocherà le sue partite nel nuovo campo sportivo dell'Alfa Romeo (che nel 1945 prenderà la denominazione di “Ugo Gobbato” in onore del D.G. dell'Alfa Romeo ucciso a Milano a colpi di arma da fuoco il 28 Aprile 1945), in viale ex-Impero, che, oltre alla tribuna coperta e alla rete che delimitava il terreno di gioco (dimensioni 115 x 90), aveva un muro di cinta sul quale si arrampicavano i portoghesi, altri riuscivano a salire sui rami degli alberi circostanti il campo o sui trampolini della vicina piscina (Polisportiva "A. Lazzeri") pur di non pagare il biglietto. Il “Gobbato” serviva per gli spettacolari saggi della Gioventù del Littorio, alle esercitazioni premilitari. Nel “Gobbato”, ogni sabato, avveniva la preparazione alle arti militari dei giovani Balilla, il giorno successivo seguivano le gioie sportive date dai calciatori della squadra locale che rincorrevano un pallone tremendamente pesante.

## Allenatori e presidenti
- 1920-1930 ...
- 1930-1931  Renato Avella
- 1931-1940 ...
- 1940-1947  Giuseppe Martelli
- 1947-1948  Ruggero Zanolla
 Alberghini
- 1948-1950  Vasco Lenzi
- 1950-1951  Vasco Lenzi- D.T.  Enrico Conte
- 1951-1952  Giuseppe Martelli
- 1952-1956  Vasco Lenzi
- 1956-1957  Vasco Lenzi
 Orazio Sola
 Ruggero Zanolla
 Luigi Vultaggio
- 1957-1960  Vasco Lenzi- D.T.  Enrico Conte
- 1960-1963  Raffaele Caprio "Fifone"
- 1963-1964  Gennaro Vitolo
- 1964-1965  Gennaro Vitolo
 Raffaele Caprio "Fifone"
- 1965-1966  Giuseppe Cresci
- 1966-1967  Giuseppe Cresci
 Gennaro Vitolo
 Francesco Mazzetti "Cecco"
- 1967-1968  Francesco Mazzetti "Cecco"
 Alessandro Nedi
 Franco Villa "Kaiser"
- 1968-1969  Franco Villa "Kaiser"
- 1969-1970  Giuseppe Cresci
- 1970-1971  Francesco Mazzetti "Cecco"
 Franco Villa "Kaiser"
- 1971-1972  Francesco Mazzetti "Cecco"
 Vasco Lenzi con  Franco Villa
- 1972-1973  Vasco Lenzi
 Pasquale Lucignano con  Francesco Lucchetti
 Sergio Vergazzola
- 1973-1974  Vasco Lenzi
 Francesco Lucchetti
- 1974-1975  Cappiello
 Francesco Lucchetti
- 1975-1976  Antonio Amalfitano
- 1976-1977  Antonio Amalfitano
 Aldo Becchimanzi
 Antonio Amalfitano
- 1977-1978  La Gatta
 Michele Apa
- 1978-1979  Felice Colella
 Giuseppe Cresci
- 1979-1980  Alessandro Nedi
 Giovannino Bagni
 Sergio Gardini con  Nicola Panico
- 1980-1982  Franco Villa "Kaiser"
- 1982-1983  Antonio Amalfitano
 Giosè Branda -  Davide Bonaccorsi -  Nicola Panico
- 1983-1984  Franco Pavoni
- 1984-1985  Nicola Panico
 Domenico Lamanna
 Nicola Panico
- 1985-1986  Giuseppe Cresci
- 1986-1987  Michele Apa
 Domenico Antignani "Mimì Lapecchia"
- 1987-1990 nessuno[3]
- 1990-1991  Giuseppe Nazzi
 Antonio Sposito
 Michele Del Giudice
- 1991-1992  Nicola Panico
 Domenico Antignani "Mimì Lapecchia"
 Nicola Panico
- 1992-1995 nessuno[3]
- 1995-1998  Michele Del Giudice
- 1998-1999  Michele Del Giudice
 Rea
 Passariello
- 1999-2000  Pasquale Giobbe
- 2000-2001  Sergio Di Tuoro
- 2001-2002  Federico Cuomo (1ª Fase Coppa Italia)
 Domenico Gargiulo "Il Lupo"
- 2002-2003  Domenico Gargiulo "Il Lupo" (1ª-11ª)
 Ernesto Apuzzo (12ª-13ª)
 Giovanni Iuliano (14ª-24ª)
 Domenico Gargiulo "Il Lupo" (25ª-28ª)
 Giuseppe Sarti (29ª-32ª)
 Domenico Antignani "Mimì Lapecchia" (33ª-34ª)
- 2003-2004  Valter Giobbo (1ª-2ª)
 Franco Villa "Kaiser" (3ª-4ª)
 Nicola Panico (5ª-8ª)
 Ciro Muro (9ª-12ª)
 Sebastiano Scarfato (13ª-22ª)
 Claudio Pirone (23ª-34ª)
- 2004-2005  Salvatore Amato 
 Giuseppe Cantone
 Salvatore Amato
- 2005-2006  Vincenzo Castaldo (1ª-7ª)
 Sergio La Cava (8ª-34ª)
- 2006-2007  Roberto Carannante (1ª-5ª)
 Roberto Chianese (6ª)
 Mario Pietropinto (7ª-34ª)
- 2007-2008  Egidio Pirozzi (1ª-17ª)
 Giovanni Bucaro (18ª-34ª)
- 2008-2009  Giovanni Bucaro
- 2009-2010  Mario Pietropinto
 Salvatore Nastri
 Casimiro Verriola
 Luigi Corino
- 2010-2011  Luigi Corino
 Giovanni Ferraro
- 2011-2012  Vincenzo Monti
 Massimiliano Farris (1ª-16ª)
 Cosimo Francioso
 Casimiro Verriola
- 2012-2013  Michele Cimmino
 Massimo Rossi
 Antonio Foglia Manzillo
 Biagio Seno
- 2013-2014  Biagio Seno
- 2014-2015  Biagio Seno
 Cosimo Francioso
 Luigi Sorianiello
- 2015-2016  Luigi Sorianiello (1ª-4ª)
 Vincenzo Feola[4] (5ª-11ª)
 Biagio Seno (12ª-34ª)
- 2016-2017  Biagio Seno
- 2017-2018  Massimo Agovino (ago.)
 Achille Tarantino (1ª)
 Marco Nappi (2ª-17ª e 26ª-27ª)
 Raimondo Catalano (18ª-25ª)
 Nello Di Costanzo (28ª-34ª)
- 2018-2019  Sergio La Cava (1ª-3ª}
 Renato Cioffi (4ª-11ª)
 Giancarlo Vitale (12ª)
 Pasquale Pastore (13ª)
 Marcello Casu (14ª-20ª)
 Tommaso Napoli (21ª-22ª)
 Giancarlo Vitale (23ª-34ª)
- 2019-2020  Biagio Seno (1ª-10ª)
 Raffaele Esposito (10ª-13ª)
 Roberto Carannante (14ª-27ª)
- 2020-2021  Vincenzo Carannante
 Renato Cioffi
 Giovanni Baratto
- 2021-2022  Mario Di Nola
- 2022-2023  Giovanni Baratto
 Felice Rea
 Lino Siciliano
 Guglielmo Tudisco
- 2023-2024  Antonio Di Nardo
 Guglielmo Tudisco

- 1920-1929 ...
- 1929-1931  Elia Savelli
- 1931-1940 ...
- 1940-1942  Andrea Caiazzo
- 1942-1945  Leone
- 1945-1946  Aldo Masi
- 1946-1949  Ciarnuschi
- 1949-1951  Alfonso Cozzolino
- 1951-1952  Leone
- 1952-1956  Voltriani
- 1956-1960  Nunzio Antignani con  Andrea Caiazzo
- 1960-1963  Gennaro Iasevoli con  Rea
- 1963-1965  Amodio Manfrellotti "O' Commendatore"
- 1965-1968  Raffaele Sodano
- 1968-1969  Domenico Iasevoli con  Raffaele Panico
- 1969-1971  Amodio Manfrellotti "O' Commendatore"
- 1971-1973  Domenico Iasevoli con  Lino Cafasso "O' Beat"
- 1973-1976  Lorenzo Rea "O' Culon"
- 1976-1977  Aniello Ciccarelli
- 1977-1982  Lorenzo Rea "O' Culon"
- 1982-1983  Raffaele Sodano
- 1983-1984  Raffaele Sodano
- 1984-1985  Vincenzo Panico "O' Maston" con  Raffaele Sodano
- 1985-1987  Vincenzo Panico "O' Maston"
- 1987-1990 nessuno[3]
- 1990-1992  Nicola Foria
- 1992-1995 nessuno[3]
- 1995-1997  Enrico Mele
- 1997-1998  Pastore
- 1998-2001  Mollo
- 2001-2003  Borrelli
- 2003-2004  Francesco Gentile
- 2004-2005  Nunziata Manna,  Salvatore Sassone,   Pasquale Trocchia,  Luigi Errichiello
- 2005-2006  Pasquale Trocchia
- 2006-2012  Antonio Romano
- 2012-2022  Raffaele Pipola
- 2022-2023  Felice Romano (ago./dic.)
 Salvatore Orfeo (gen.)
 Antonio Salvatore Romano (feb./mag.)
- 2023-20..  Raffaele Pipola

## Palmarès

### Competizioni nazionali
- Coppa Italia Serie D: 1

2013-2014
- Promozione: 1

1948-1949 (girone M)

### Competizioni regionali
- Promozione: 3

1954-1955 (girone A), 1970-1971 (girone B), 1980-1981 (girone B)
- Prima Categoria: 1

1999-2000 (girone C)

### Competizioni provinciali
- Terza Categoria: 1

1995-1996

### Altri piazzamenti
- Serie D:

Secondo posto: 2010-2011 (girone H)
Terzo posto: 2011-2012 (girone G)
- Eccellenza:

Secondo posto: 1991-1992 (girone A), 2001-2002 (girone A)
- Promozione:

Secondo posto: 2000-2001 (girone B)

## Statistiche e record

### Partecipazione ai campionati
In 72 stagioni sportive a partire dall'inserimento nei campionati FIGC nel 1941:
- 30 campionati nazionali
- 35 campionati regionali
- 1 campionato provinciale
- 6 stagioni di inattività

#### Campionati nazionali
In 30 stagioni sportive a partire dall'esordio a livello nazionale in Serie C nel 1947:
| Livello | Categoria                 | Partecipazioni | Debutto   | Ultima stagione | Totale |
| ------- | ------------------------- | -------------- | --------- | --------------- | ------ |
| 3º      | Serie C                   | 2              | 1947-1948 | 1949-1950       | 2      |
| 4º      | Promozione                | 2              | 1948-1949 | 1950-1951       | 14     |
| 4º      | IV Serie                  | 2              | 1955-1956 | 1956-1957       | 14     |
| 4º      | Campionato Interregionale | 2              | 1957-1958 | 1958-1959       | 14     |
| 4º      | Serie D                   | 8              | 1959-1960 | 2018-2019       | 14     |
| 5º      | Campionato Interregionale | 6              | 1981-1982 | 1986-1987       | 18     |
| 5º      | Serie D                   | 12             | 2002-2003 | 2013-2014       | 18     |

#### Campionati regionali
In 35 stagioni sportive a partire dall'esordio a livello regionale in Seconda Divisione nel 1941:
| Livello | Categoria         | Partecipazioni | Debutto   | Ultima stagione | Totale |
| ------- | ----------------- | -------------- | --------- | --------------- | ------ |
| I       | Prima Divisione   | 3              | 1942-1943 | 1951-1952       | 29     |
| I       | Prima Categoria   | 4              | 1963-1964 | 1966-1967       | 29     |
| I       | Promozione        | 14             | 1952-1953 | 1990-1991       | 29     |
| I       | Eccellenza        | 8              | 1991-1992 | 2024-2025       | 29     |
| II      | Seconda Divisione | 2              | 1941-1942 | 1945-1946       | 8      |
| II      | Seconda Categoria | 3              | 1960-1961 | 1962-1963       | 8      |
| II      | Prima Categoria   | 2              | 1975-1976 | 1976-1977       | 8      |
| II      | Promozione        | 1              | 2000-2001 | 2000-2001       | 8      |
| III     | Prima Categoria   | 1              | 1999-2000 | 1999-2000       | 1      |
| IV      | Seconda Categoria | 3              | 1996-1997 | 1998-1999       | 3      |

#### Campionati provinciali
In 1 stagione sportiva a livello provinciale in Terza Categoria nel 1995:
| Livello | Categoria       | Partecipazioni | Debutto   | Ultima stagione | Totale |
| ------- | --------------- | -------------- | --------- | --------------- | ------ |
| I       | Terza Categoria | 1              | 1995-1996 | 1995-1996       | 1      |

## Tifoseria

### Storia
Negli anni 2010 sono attivi i gruppi Vecchia Brigata (dal 2007) e Quelli di sempre (fino al dicembre 2021). In passato erano presenti l'Uragano granata, il Collettivo '99 (nato nel 1999) e le Teste Matte.

### Gemellaggi e rivalità
Amicizie
- Deliese: nata il 9 giugno 2002 durante la gara di andata della finale playoff di Eccellenza.

Rivalità
- Aversa Normanna: sorta durante la gara del 28 ottobre 2007.[5]
- Bacoli Sibilla Flegrea: sorta in seguito a scontri dell'ottobre 2011.[6]
- Boys Caivanese: scontri nei primi anni 2000.[7]
- Sant'Antonio Abate: scontri nel settembre 2012.[8][9]
- Puteolana: sorta nel febbraio 2020 prima della sfida giocata a Pozzuoli.[10][11]
- Viribus Unitis[12]